# Greta Larkins
Greta Larkins (...) è un'attrice australiana.
In Italia è conosciuta soprattutto per aver interpretato il ruolo di Sacha Johnson in Geni per caso e Tasha Meyers in Ginevra Jones.

## Biografia
Essendosi cimentata nello studio della recitazione per circa sette anni, Greta Larkins è un'attrice di esperienza e tra i suoi ruoli più importanti troviamo Sacha Johnson in Geni per caso, Tasha Meyer in Ginevra Jones e Jacinta in Holly's Heroes.
Il suo lavoro in televisione include anche delle apparizioni in Short Cuts, Fergus McPhail e Scooter - Agente segreto.

## Filmografia

### Televisione
- Blue Heelers - Poliziotti con il cuore (Blue Heelers) – serie TV, episodio 9x35 (2002)

- Ginevra Jones (Guinevere Jones) – serie TV, 26 episodi (2002)
- Fergus McPhail – serie TV, episodio 1x17 (2004)
- Scooter - Agente segreto (Scooter: Secret Agent) – serie TV, episodio 1x23 (2005)
- Holly's Heroes – serie TV, 26 episodi (2005)
- Geni per caso (Wicked Science) – serie TV, 26 episodi (2005-2006)

## Doppiatrici italiane
Nelle versioni italiane dei suoi film, Greta Larkins è stata doppiata da:
- Perla Liberatori in Ginevra Jones
- Letizia Ciampa in Holly's Heroes
- Federica De Bortoli in Geni per caso